# Nikos Papatakis

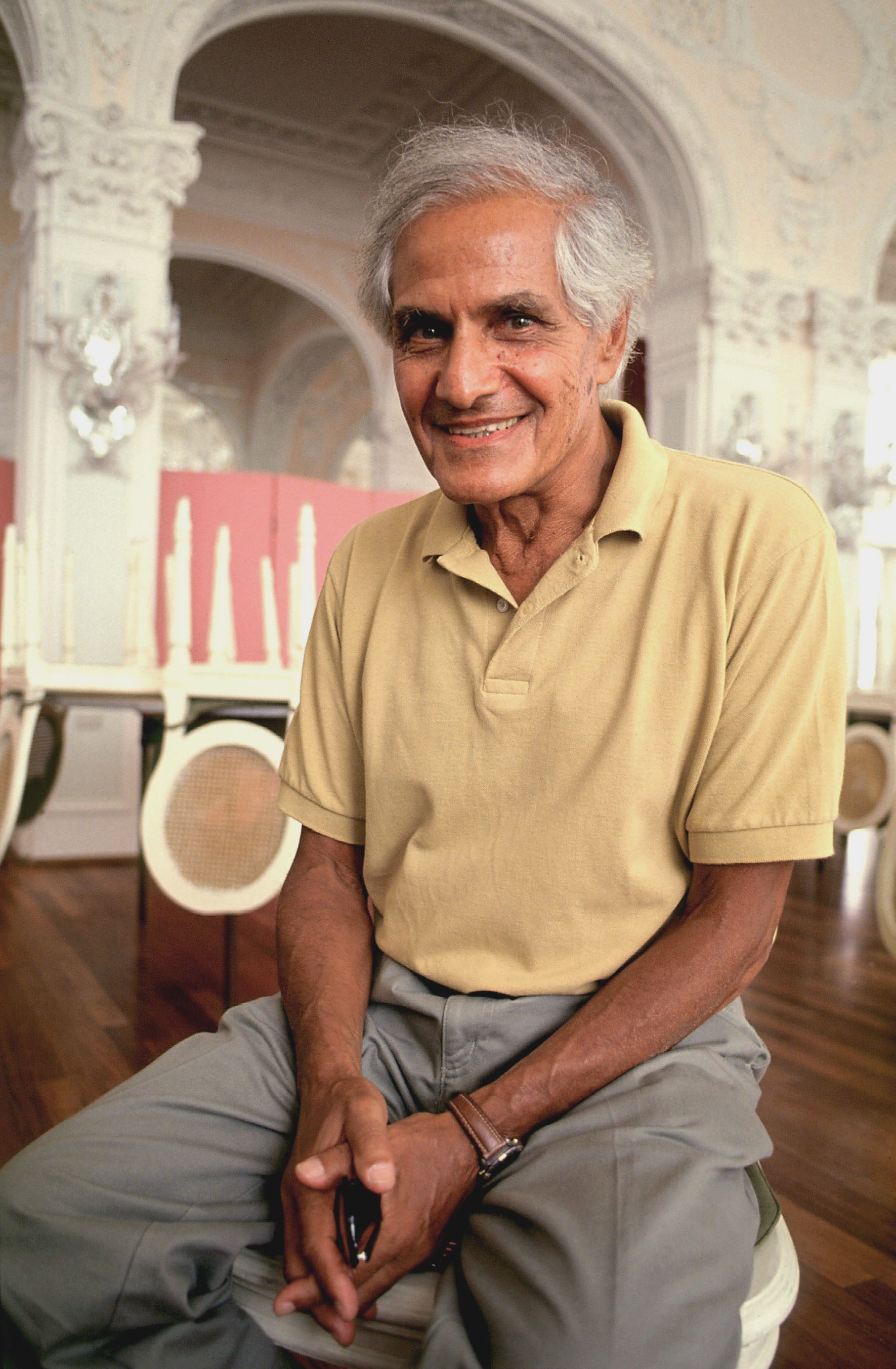
Nico Papatakis (1991)

Nico Papatakis (griechisch Νίκος Παπατάκης, * 5. Juli 1918 in Addis Abeba; † 17. Dezember 2010 in Paris) war ein griechischer, in Äthiopien geborener, französischer Filmregisseur, Filmproduzent, Drehbuchautor und Schauspieler.

## Leben
Er verbrachte seine Jugend in Äthiopien und Griechenland. 1939 ließ er sich in Paris nieder, machte Bekanntschaft mit André Breton, Jean-Paul Sartre, Jean Genet, Jacques Prévert und arbeitete als Filmschaffender.
1940 hatte er eine Affäre mit Olga Kosakiewicz. Von 1947 bis 1952 war er Geschäftsführer des Pariser Cabaret La Rose rouge, in dem die Sängerin Juliette Gréco auftrat.
1951 produzierte er Le Chant d’amour, einen Film zum Thema Homosexualität von Jean Genet.
Von 1951 bis 1954 war er mit der Schauspielerin Anouk Aimée verheiratet, 1951 wurde ihre Tochter, Manuela Papatakis, geboren. 1957 zog Papatakis nach New York City, traf John Cassavetes und wurde Co-Produzent von Cassavetes’ Schatten (1959).
Von 1954 bis 1962, während des Algerienkrieges, nahm er Partei für die Nationale Befreiungsfront.
1975 drehte er Gloria Mundi, einen Film zum Thema Folter während des Algerienkriegs.
Von 1967 bis 1974 engagierte er sich gegen die Griechische Militärdiktatur.
Von 1967 bis 1982 war er mit der Schauspielerin Olga Karlatos verheiratet, 1967 wurde ihr gemeinsamer Sohn Serge Papatakis geboren.
1962 dreht er seinen ersten Spielfilm Les Abysses, der, wie Jean Genets Die Zofen, auf der Geschichte von Christine und Léa Papin basiert, und erntet heftige Kritik von Jean-Paul Sartre in einem Artikel im Le Monde, Beauvoir, Prévert und Breton verteidigt, den er bei den Internationalen Filmfestspielen von Cannes 1963 meldete aber nicht gekürt wurde.
1967 drehte er Οι βοσκοί της συμφοράς (Hirten).
1987 drehte er Φωτογραφίας (Die Fotografie). 1992 drehte er seinen letzten Film: Walking a Tightrope, der vom 3. bis 14. September 1991 bei den Internationalen Filmfestspielen von Venedig gezeigt wurde.